# Dorogobuż
Dorogobuż, Dorohobuż (ros. Дорогобуж) – miasto w Rosji, w obwodzie smoleńskim, nad Dnieprem. Centrum administracyjne rejonu dorohobuskiego. Ludność 12 250 (2002).
Dorogobuż przynależał niegdyś do województwa smoleńskiego I Rzeczypospolitej.

## Historia

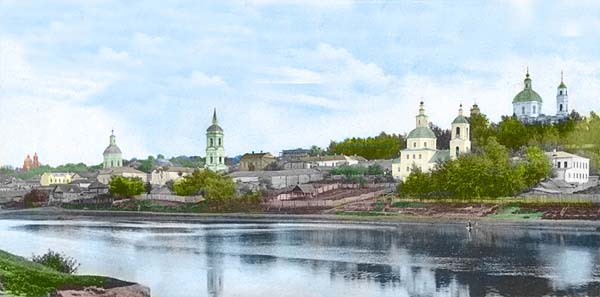
Dorogobuż na początku XX w.

Miasto powstało w średniowieczu u stóp zamku strzegącego od wschodu podejścia do Bramy Smoleńskiej. W 1300 roku wzmiankowane jako należące do księcia Andrzeja Włodzimierzowicza. Od około 1404 roku gród włączony przez księcia Witolda Kiejstutowicza do Wielkiego Księstwa Litewskiego. Stracone przez Litwę po bitwie nad Wiedroszą. Gdy wybuchła wojna litewsko-moskiewska (1507–1508) odbił je Stanisław Kiszka podczas kampanii w 1508 roku.
W 1617 roku zajęte przez wojska polskie króla Władysława IV, co usankcjonował w 1619 rozejm w Dywilinie, w związku z czym gród powrócił wraz z województwem smoleńskim do Rzeczypospolitej. W 1632 roku przeglądu jej umocnień dokonał wojewoda Aleksander Korwin Gosiewski, który pisał 17 czerwca:

Ja na ten czas tu w Dorohobużu wałowej roboty pilnuję, którą jeśli P. Bóg pogody użyczy, za niedziel kilka dokończyć spodziewam się, gdy zaś we wszystkim swój weźmie skutek, nadzieja w Bogu że warowna będzie forteca.

Hetman wielki litewski Lew Sapieha skierował do jej obsadzenia dodatkowych 200 żołnierzy. Po dwutygodniowym oblężeniu twierdza broniona przez Jerzego Łuskina została zdobyta przez wojska moskiewskie w wyniku czego spłonęło miasto. W 1634 na mocy traktatu polanowskiego powrócił do Rzeczypospolitej.
Po 1667 było okupowane przez Rosję, oddane jej ostatecznie w 1686. W 1812 miasto zajęli Francuzi pod wodzą Napoleona.
W 1918 sformowana tu została Brygada Rezerwowa Wojska Polskiego na Wschodzie.

## Zabytki
- cerkiew Narodzenia NMP (1703-1711)
- dawny skład soli z XVIII w.
- cerkiew św. ap. Piotra i Pawła (1835)[3]
- zamek[4]
- ruiny dawnej winiarni

Zabytkowe kamienice
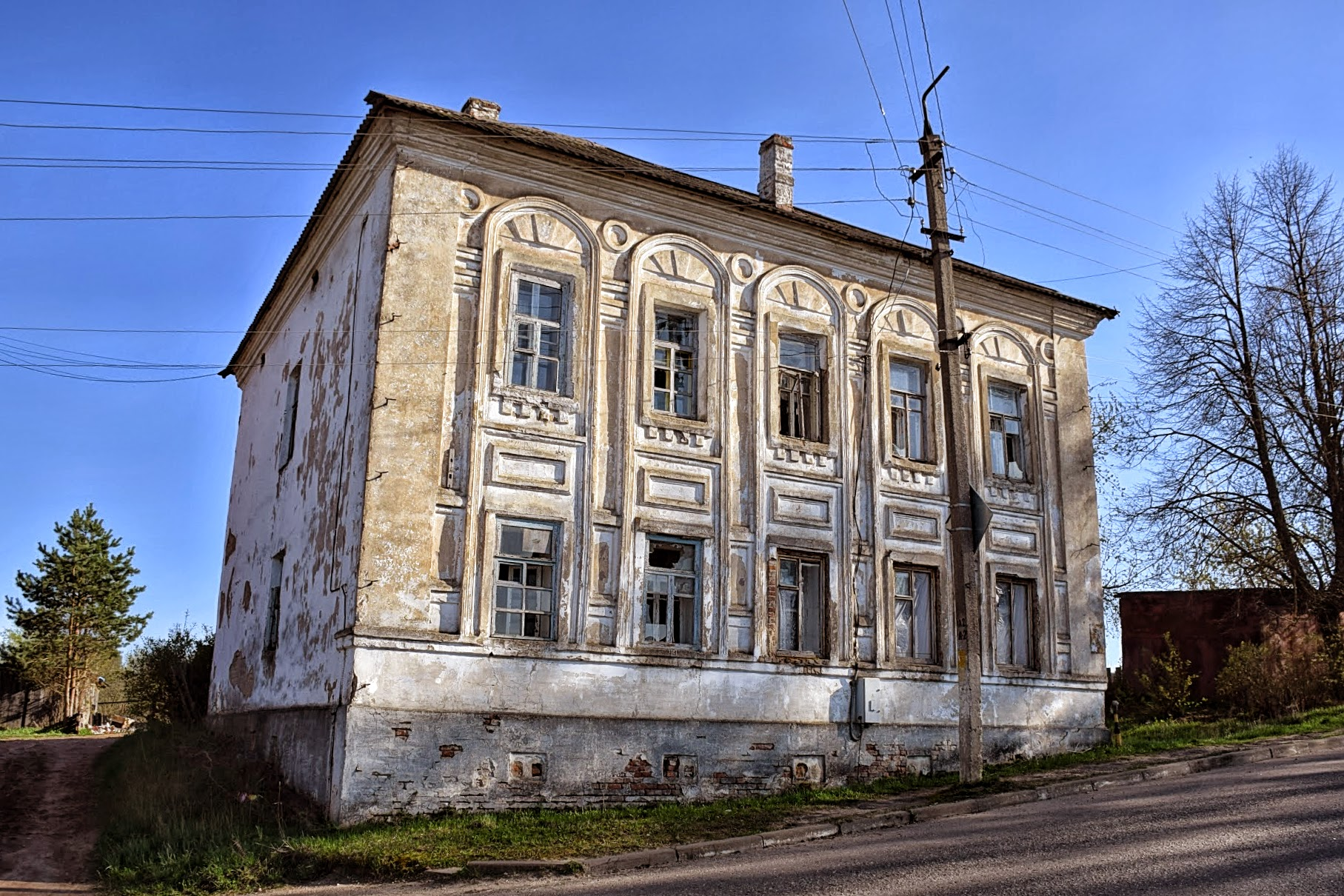
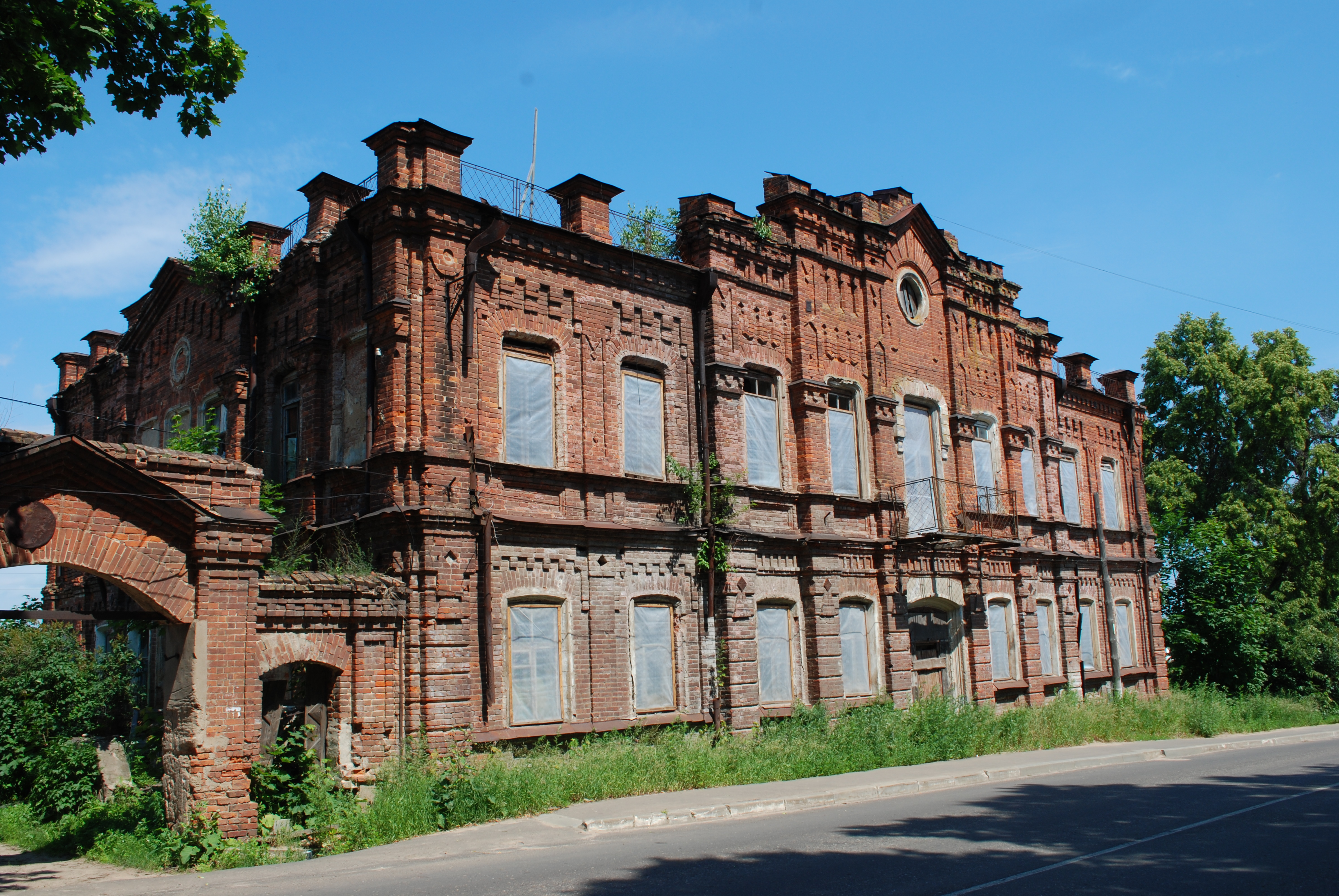
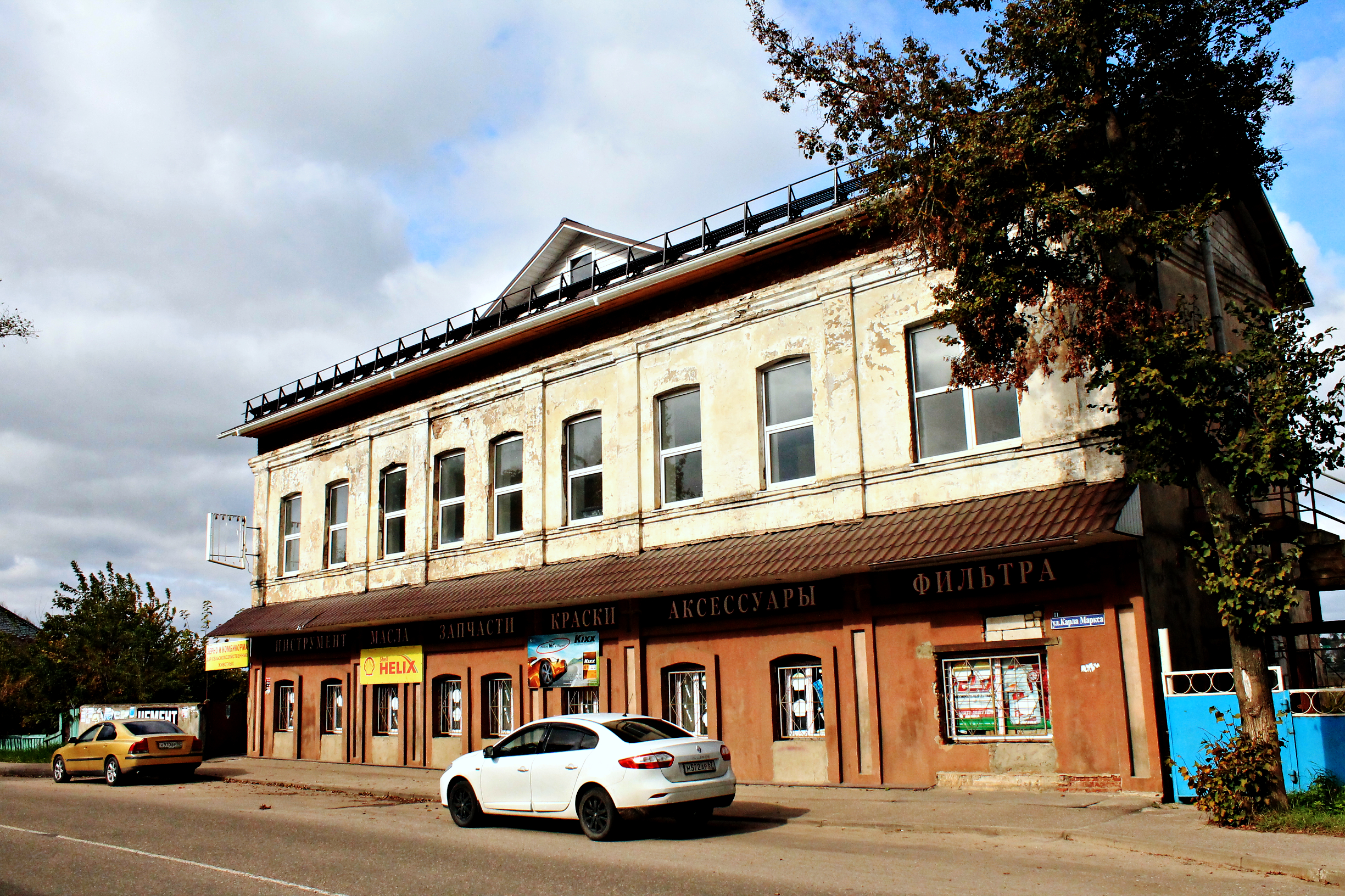
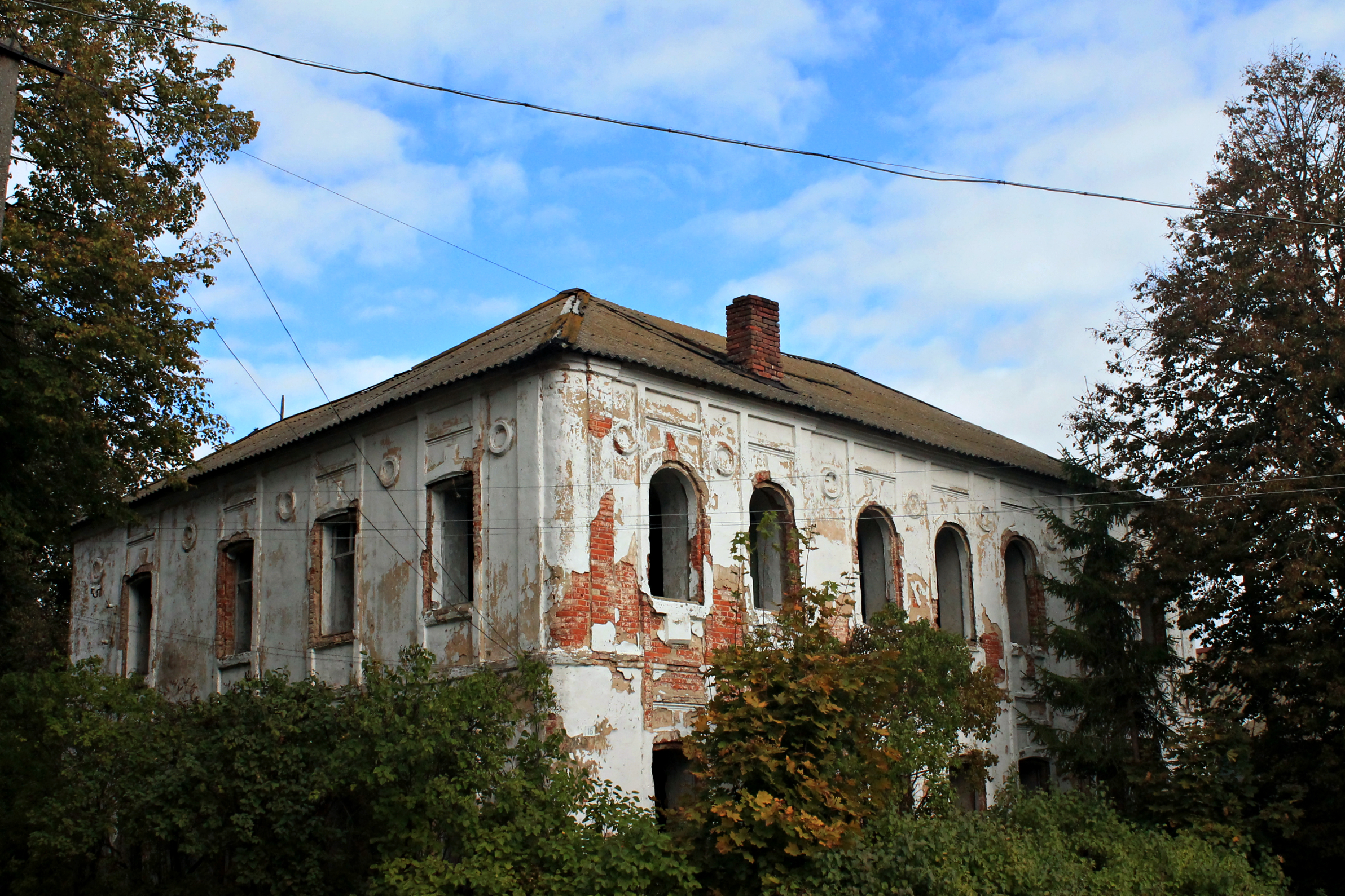